# Lizard Township (comté de Pocahontas, Iowa)
Lizard Township est un township du comté de Pocahontas en Iowa, aux États-Unis,.
Le township est fondé en 1859 et nommé en référence à la rivière Lizard Creek (en), qui, selon les amérindiens, ressemblerait à un lézard (en anglais : Lizard).

## Source de la traduction
- (en) Cet article est partiellement ou en totalité issu de l’article de Wikipédia en anglais intitulé « Lizard Township, Pocahontas County, Iowa » (voir la liste des auteurs).